# هينك شينك
هينك شينك (بالإنجليزية: Henk Schenk)‏ هو مصارع رياضي أمريكي، ولد في 29 أبريل 1945 في Wieringerwaard ‏ في هولندا.

## وصلات خارجية
- هينك شينك على موقع قاعدة بيانات المصارعة الدولية (الإنجليزية)
- هينك شينك على موقع أوليمبيديا (الإنجليزية)